# Tarde em Itapoã
"Tarde em Itapoã" é uma canção escrita por Vinicius de Moraes (letra) e por Toquinho (música). Foi gravada pela primeira vez em 1971, pelos dois autores juntamente com Marília Medalha, incluída no álbum Como dizia o poeta..... A letra é sobre uma noite passada em Itapuã, praia localizada em Salvador da Bahia, cidade conhecida por ser berço do compositor Dorival Caymmi.

## História e significado
A origem do Tarde Em Itapoã remonta a 1969, no Rio de Janeiro, quando Maria Bethânia, acompanhada de uma amiga, também baiana chamada Gessy Gesse, entrou em um barzinho e encontrou Vinicius de Moraes, que estava sozinho em um canto, bebendo seu uísque. Vinícius estava saindo do fim de um de seus muitos casamentos. Bethânia apresentou o amigo a Vinicius e imediatamente viu o rosto dele mudar. Vinícius se apaixonou por Gessy naquele exato momento e disse: vou casar com você e morar na Bahia.
E foi isso que Vinícius fez. Vinicius e Toquinho naquela época só haviam escrito uma música juntos. Ao ver a letra de Tarde em Itapuã, Toquinho perguntou a Vinicius se ele poderia compor a melodia. Vinicius, ficou um pouco relutante pois havia pedido a Dorival Caymmi para escrever a melodia. Porém, Dorival demorou para criar o texto. Nesse ínterim, Toquinho conseguiu uma cópia da letra, sem o conhecimento de Vinicius, e começou a trabalhar na música. Quando Toquinho mostrou a letra para Vinicius, este ficou surpreso, pois não percebeu que Toquinho havia roubado a letra dele, enquanto Dorival demorava para criar a melodia. No início Vinicius achou um pouco estranha a melodia da música, mas ao ouvi-la se apaixonou e finalmente lançaram o álbum.

## Equipe
- Vocais - Vinícius de Moraes
- Violão -  Toquinho